# جان امری (بازیگر)
جان امری (انگلیسی: John Emery؛ ۲۰ مه ۱۹۰۵ – ۱۶ نوامبر ۱۹۶۴) بازیگر اهل ایالات متحده آمریکا بود.
از فیلم‌ها یا برنامه‌های تلویزیونی که وی در آن نقش داشته است، می‌توان به راه بازگشت، طلسم‌شده، آقای جردن وارد می‌شود، ژاندارک، مادموازل فی‌فی و خون بر خورشید اشاره کرد.